# Вільянуева-де-Пералес
Вільянуева-де-Пералес (ісп. Villanueva de Perales) — муніципалітет в Іспанії, у складі автономної спільноти Мадрид. Населення — 1403 особи (2010).
Муніципалітет розташований на відстані близько 34 км на захід від Мадрида.
На території муніципалітету розташовані такі населені пункти: (дані про населення за 2010 рік)
- Вільянуева-де-Пералес: 1353 особи
- Ла-Сепілья: 0 осіб
- Ла-Енкрусіхада: 25 осіб
- Ла-Мілья: 6 осіб
- Монте-де-Пералес: 7 осіб
- Вальдетаблас: 12 осіб

## Демографія
Динаміка населення (INE ):